# Bartosz Soćko
Bartosz Soćko (Piaseczno, 10 novembre 1978) è uno scacchista polacco.
Ha ottenuto il titolo di Maestro Internazionale nel 1995 e di Grande Maestro nel 1999.

## Principali risultati
Ha vinto il Rubinstein Memorial di Polanica-Zdrój nel 2007 e il Campionato polacco nel 2008 e 2013. 

Nel 2013 ha vinto anche a Riga il "Riga Technical University Open".
Ha partecipato alla Coppa del Mondo del 2011, ma è stato eliminato nel primo turno da Victor Bologan.
Con la nazionale polacca ha partecipato a otto edizioni delle olimpiadi degli scacchi dal 2000 al 2014, ottenendo complessivamente il 60,3% dei punti. Nelle olimpiadi di Istanbul 2000 ha vinto una medaglia di bronzo in terza scacchiera.
Nel 2016 ha vinto a Civitanova Marche, con il circolo "R. Fischer" di Chieti, il 48º Campionato italiano a squadre.
Ha ottenuto il suo massimo rating FIDE in novembre 2013, con 2661 punti Elo.
È sposato con il Grande maestro Monika Soćko.